# Trałowce typu Democrația
Trałowce typu Democrația – rumuńskie trałowce z lat 50. XX wieku. W latach 1943–1956 w stoczni Șantierul Naval Galați w Gałaczu zbudowano cztery okręty tego typu. Trałowce zostały wcielone do składu Forțele Navale Române w latach 1954–1956. Na początku lat 90. XX wieku jednostki zostały przeklasyfikowana na korwety, a ze służby wycofano je w latach 2000–2001.

## Projekt i budowa
Projekt trałowców typu Democrația oparty został na konstrukcji budowanych podczas II wojny światowej niemieckich jednostek typu M1940 . Okręty otrzymały napęd w postaci maszyn parowych potrójnego rozprężania, opalanych węglem.
Wszystkie jednostki typu Democrația zbudowane zostały w krajowej stoczni Șantierul Naval Galați w Gałaczu . Położenie stępek i wodowanie okrętów odbyło się w 1943 roku . Po zajęciu Rumunii przez ZSRR budowa jednostek została wstrzymana. W 1951 roku kotły okrętów zostały przystosowane do opalania paliwem płynnym.
| Okręt                                          | Stocznia               | Położenie stępki | Wodowanie | Wejście do służby | Los                          |
| ---------------------------------------------- | ---------------------- | ---------------- | --------- | ----------------- | ---------------------------- |
| „Democrația” → „Vice-Amiral Emil Grecescu”     | Șantierul Naval Galați | 1943             | 1943      | 1954              | wycofany w październiku 2001 |
| „Descătușarea” → „Vice-Amiral Ioan Bălănescu”  | Șantierul Naval Galați | 1943             | 1943      | 1954              | wycofany w październiku 2001 |
| „Desrobirea” → „Vice-Amiral Mihail Gavrilescu” | Șantierul Naval Galați | 1943             | 1943      | 1955              | wycofany w październiku 2001 |
| „Dreptatea” → „Vice-Amiral Ioan Georgescu”     | Șantierul Naval Galați | 1943             | 1943      | 1956              | wycofany w 2000              |

## Dane taktyczno-techniczne
Okręty były trałowcami o długości całkowitej 62,3 metra (57,6 metra na wodnicy), szerokości 8,9 metra i zanurzeniu 2,62 metra . Wyporność standardowa wynosiła 543 tony, a pełna 775 ton . Siłownię okrętów stanowiły początkowo dwie pionowe maszyny parowe potrójnego rozprężania o łącznej mocy 2400 KM, do których parę dostarczały dwa trójwalczakowe kotły wodnorurkowe typu Marine. Napędzane dwiema śrubami jednostki osiągały prędkość maksymalną 17 węzłów . Zapas paliwa wynosił 152–156 ton, co zapewniało zasięg wynoszący 4000 Mm przy prędkości 10 węzłów .
Brak jest informacji w dostępnych publikacjach, jakie było pierwotne uzbrojenie artyleryjskie jednostek. Przynajmniej od początku lat 60. składało się z trzech podwójnych zestawów działek przeciwlotniczych kalibru 37 mm W-11 L/70 oraz dwóch podwójnych stanowisk wkm kalibru 14,5 mm 2M-7 L/93 . Broń przeciwpodwodną stanowiły dwie zrzutnie bomb głębinowych; ponadto okręty mogły zabierać na pokład miny . Wyposażenie przeciwminowe obejmowało trał mechaniczny .
Załoga pojedynczego okrętu składała się z 9 oficerów oraz 71 podoficerów i marynarzy.

## Służba
Trałowce typu Democrația („Democrația”, „Descătușarea”, „Desrobirea” i „Dreptatea”) zostały wcielone do służby w Forțele Navale Române w latach 1954–1956 . Pierwszym przydziałem jednostek był 596. Dywizjon Trałowców (Divizionul 596 Dragaj), podlegający Dowództwu Obrony Strefy Morskiej w Konstancy . W latach 1955–1963 okręty brały czynny udział w zwalczaniu pozostałego po wojnie na Morzu Czarnym zagrożenia minowego . W styczniu 1959 roku, w związku z reorganizacją rumuńskiej floty, 596. Dywizjon Trałowców został przekształcony w 146. Dywizjon Trałowców Bazowych (Divizionul 146 Dragoare de Bază), a okręty utraciły swoje nazwy, otrzymując numery burtowe DB-13 – DB-16  . Od września 1959 do jesieni 1980 roku bazą 146. Dywizjonu była Mangalia, a później znów Konstanca . W latach 1960–1974 jednostki nosiły numery burtowe z przedziału 60–63, zmienione następnie z powrotem na DB-13 – DB-16  .
Pomiędzy 1976 a 1983 rokiem dokonano poważnej modernizacji okrętów, demontując parową siłownię i instalując w zamian dwa silniki wysokoprężne 6 KVD 43A o identycznej łącznej mocy . Zmiany objęły również uzbrojenie: usunięto jedno stanowisko działek przeciwlotniczych W-11, montując pojedyncze działko kalibru 37 mm 70-K L/73; dodatkowo na pokładzie znalazły się dwa pięcioprowadnicowe miotacze rakietowych bomb głębinowych RBU-1200 z zapasem 40 bomb RGB-12 oraz dwie poczwórne wyrzutnie rakiet przeciwlotniczych obrony bezpośredniej Strzała-2 (łącznie 16 rakiet) . Zamontowano wówczas także radar nawigacyjny Don, lądowisko dla śmigłowców na rufie i maszt kratownicowy oraz przebudowano pomost bojowy. W sierpniu 1991 roku trałowce otrzymały nazwy upamiętniające rumuńskich admirałów  . W 1993 roku jednostki przeklasyfikowano na korwety, usuwając wyposażenie trałowe . Okręty zostały wycofane ze służby w latach 2000–2001 .